# Década de 360 a.C.
Séculos: (Século V a.C. - Século IV a.C. - Século III a.C.)
Décadas: 410 a.C. 400 a.C. 390 a.C. 380 a.C. 370 a.C. - 360 a.C. - 350 a.C. 340 a.C. 330 a.C. 320 a.C. 310 a.C.
Anos: 369 a.C. - 368 a.C. - 367 a.C. - 366 a.C. - 365 a.C. - 364 a.C. - 363 a.C. - 362 a.C. - 361 a.C. - 360 a.C.

## Mortes
- 365 a.C. - Antístenes de Atenas, filósofo grego (n. c. 444 a.C.)